# Takhemaret
Takhemaret (em árabe: تاخمرت), também escrita Takhamarat, é uma comuna localizada na província de Tiaret, Argélia. Sua população estimada em 2008 era de 34 124 habitantes.
Durante o Império Romano, foi chamada de Cohors Breucorum, um "castrum" (forte) perto dos limes romanos na Mauritânia Cesariense.